# Нітрифікація
Нітрифікація — мікробіологічний процес окиснення аміаку до азотистої кислоти або її самої далі до азотної кислоти. Відбувається в аеробних умовах в ґрунті та природних водах. Часто може викликати появу в них нітратів в токсичній кількості, а оскільки нітрати — найбільш активно мігруюча в розчині сполука азоту — їх винесення з ґрунту в розташовані нижче по схилу водоймища, що спричиняє за собою евтрофікацію цих водоймищ.
NH3 + O2 + НАДН2 = NH2OH + H2OOH + НАД+
NH2OH = (HNO) + 2e + 2H+
(HNO) = N2O
NH2OH + O2 = NO-2 + H2O + H+
Друга стадія — окиснення аніона азотистої кислоти до аніона азотної, що здійснюється нітрифікуючими бактеріями (роди Nitrobacter, Nitrospiraceae, Nitrococcus).
Обидві групи бактерій є облігатними аеробами, оптимальна для їх розвитку температура 25—30 градусів за Цельсієм і pH 7,5—8,0. У кислому середовищі процес не йде. Всі ці бактерії — грам-негативні автотрофи (літотрофи), що використовують енергію окиснення сполук азоту для синтезу органічних речовин з вуглекислого газу. Морфологічно ці групи різноманітні, в більшості своїй дрібні, рухомі, з полярним або перитрихальним джгутикованням. Окиснення вони проводять на цитоплазматичній мембрані. Звільнені в ході реакцій електрони переходять в дихальний ланцюжок на цитохроми.
Особливо виділяють гетеротрофну нітрифікацию, що відбувається в усіх живих організмах і пов'язана з окисненням аміачної форми азоту без використання отриманої енергії, попутно з окисненням органічної речовини і, ймовірно, за допомогою кисню, що утворюється при розпаді пероксида водню. З цим процесом пов'язано походження чилійскої селітри, а також вся нітріфікация в ґрунтах і водоймищах з низькими значеннями pH.

## Історія дослідження
Процес був відкритий в середині 20-го століття, перша згадка про участь мікроорганізмів в нітріфикації була зроблена Луї Пастером, проте виділити їх не вдавалося, поки в 1891 році С. Н. Виноградський не застосував для цих цілей селективне середовище, що містило тільки мінеральні компоненти (щоб уникнути зростання на ній гетеротріфов), зокрема сірчанокислий амоній.